# 3712-es busz
A 3712-es jelzésű autóbuszvonal Miskolc – Szikszó – Abaújszolnok – Abaújlak – Homrogd – Miskolc útvonalon húzódó regionális vonal, amelyet a Volánbusz Zrt. üzemeltet.

## Útvonala
A miskolci autóbusz-állomásról indul. A 3-as főúton indul el Szikszó irányába a Zsolcai kapun keresztül. A Gömöri felüljárón, a miskolci Volán- és MVK-telep szomszédságában közlekedik, eközben a Sajó folyót keresztezi, illetve több bevásárlóközpont mellett vezet útja. Az M30-as autópálya alatt átmegy, majd elhagyja a megyeszékhelyet.
Északkeleti irányban elhalad a felsőzsolcai ipari park közelében, illetve hosszú egyenesen át ér első településére, Szikszóra. A Hell üzemei mentén a városi gimnáziumnál a központba hajt, a legnagyobb forgalmat lebonyolító Táncsics utcai megállóban ágazik el a határban futó autópálya felé, az alatt hagyják el az egykoron nagyközséget. A Cserehát nagyrészén elsőnek Alsóvadászon hajt át, majd 3 kilométeren belül szintén a Vadász-patak kanyarulatain fekvő Homrogdon, egészen eddig a kis jelentőséggel bíró, de a megyeszékhely és a község közötti fő, 3710-es buszokkal jár egy útvonalon. A tomori elágazásban válik jelentőssé az autóbuszvonal a környék több ezer lakójának, hiszen keleti irányban folytatja kalandját Monaj településre a 2622-es mellékúton. Jellemzően hosszabb lakatlan területeken menetelve Selyebet keresztezi, majd több vízfolyam között Abaújszolnokot éri el. Előtte Nyésta település fekszik, azonban a zsákfalut nem fűzi útvonalára. 
Homrogd felől, névszerint a 3717-es és 3718-as buszok rendkívül nagy szerepet látnak el a falvak nagyrészében, a nap során a tömegközlekedést kizárólag ezek látják el, a tomori elágazástól a 3717-es járatok néhányja egészen eddig kitérést tesz (a 3718-as buszok némelyike Felsővadászig kitekint). Pár percen belül hirtelen irányt vált, Magyarország legkisebb falva, Szanticska felé (a faluba vezető úton nem közlekedik autóbusz), mely 1870-től a vele szomszédos Abaújlakhoz van hozzácsatolva. A Vadász-patak egyik mellékága (Kupai-Vadász-patak) szintén a busszal együtt kanyarog át az egymegállós Gadnára. 4 kilométer után Felsővadász következik, onnan tart a patak névadó községébe, Kupára. 
A Cserehát központi részét 31 kilométeren szolgálta ki, 7 település érintésével. A kör bezárul a tomori elágazásban, a járatok nagyrésze Homrogdon végállomásozik. 
A Volánbusz 2024. december 15-ei menetrend-módosításával ezentúl egy munkanapi és szabadnapi járat a csereháti kör után Szikszón, az eddig csak munkaszüneti napokon közlekedő busz már minden nap megteszi a Miskolc – Szikszó – Abaújszolnok – Abaújlak – Homrogd – Miskolc útvonalat, mintegy 90 kilométeres, körjárati jellegű járatként, 2 óra alatt. 

## Közlekedése
Indításai minden nap történnek. Útja során nincs olyan szakasz, ahol egyedüli autóbuszvonalként szerepelne, minden szakaszán vele együtt fut a környék kettő legfőbb, 3717-es és 3718-as buszvonalai közül valamelyik. A buszjáratok a reggeli és az esti órákban a legtöbb törpefalvakból eljutást, illetve visszaérkezést biztosítanak Miskolcról a csereháti kör teljesítésével. 
Azonos útvonalon közlekedő buszok: 
- Miskolc – Homrogd ➝ 3710, 3717, 3718
- Homrogd – Abaújszolnok ➝ 3717, 3718
- Abaújszolnok – Abaújlaki elág. ➝ 3718
- Abaújlaki elág. – Homrogd ➝ 3717, 3718
- Homrogd – Miskolc ➝ 3710, 3717, 3718

### Törzsjárművei
- az NZM-438 rendszámú Credo Econell 12 autóbusz.

| Viszonylat                                                      | Indításszám | Közlekedési rend     |
| --------------------------------------------------------------- | ----------- | -------------------- |
| Miskolc – Szikszó – Abaújszolnok – Abaújlak – Homrogd           | 1 pár       | munkanapokon         |
| Miskolc – Szikszó – Abaújszolnok – Abaújlak – Homrogd           | 1 pár       | szabadnapokon        |
| Miskolc – Szikszó – Abaújszolnok – Abaújlak – Homrogd           | 2 pár       | munkaszüneti napokon |
| Miskolc – Szikszó – Abaújszolnok – Abaújlak – Homrogd – Szikszó | 1 oda       | munkanapokon         |
| Miskolc – Szikszó – Abaújszolnok – Abaújlak – Homrogd – Szikszó | 1 oda       | szabadnapokon        |
| Miskolc – Szikszó – Abaújszolnok – Abaújlak – Homrogd – Miskolc | 1 oda       | naponta              |

## Megállóhelyei
| 0  | Miskolc, autóbusz-állomás végállomás           | 0.0 km  | 1, 1G, 3, 3A, 4, 7, 11, 12G, 20, 20A, 24, 28, 32, 34G, 35, 43, 44, 45, 101B, 900, 914, 935 1050, 1053, 1369, 1370, 1372, 1373, 1374, 1375, 1376, 1377, 1380, 1381, 1383, 1384, 1410, 1411 3700, 3701, 3702, 3703, 3704, 3705, 3706, 3707, 3708, 3709, 3710, 3711, 3714, 3715, 3716, 3717, 3718, 3719, 3720, 3721, 3722, 3723, 3724, 3726, 3727, 3728, 3729, 3730, 3731, 3733, 3734, 3735, 3736, 3737, 3738, 3739, 3740, 3741, 3742, 3743, 3744, 3745, 3746, 3747, 3748, 3749, 3750, 3751, 3752, 3753, 3754, 3755, 3757, 3760, 3761, 3764, 3765, 3766, 3767, 3770, 3772, 3773, 3774, 3775, 3776, 3777, 4019 |
| 1  | Miskolc, Baross Gábor utca                     | 1.5 km  | 7, 8 3706, 3710, 3715, 3716, 3717, 3718, 3719, 3720, 3721, 3722, 3723, 3724, 3726, 3727, 3728, 3729, 3730, 3731, 3733, 3734, 3735, 3736, 3737 |
| 2  | Miskolc, Szondi György utca                    | 2.0 km  | 1, 1G, 3A, 7, 8, 12G, 14G, 20, 21, 21G, 30, 31, 32, 34G, 35, 35G, 101B, 900, 901, 935, Auchan 1 3706, 3710, 3715, 3716, 3717, 3718, 3719, 3720, 3721, 3722, 3723, 3724, 3726, 3727, 3728, 3729, 3730, 3731, 3733, 3734, 3735, 3736, 3737 |
| 3  | Miskolc, Fonoda utca                           | 2.3 km  | 7 3706, 3710, 3715, 3716, 3717, 3718, 3719, 3720, 3721, 3722, 3723, 3724, 3726, 3727, 3728, 3729, 3730, 3731, 3733, 3734, 3735, 3736, 3737 |
| 4  | Miskolc, Metro áruház                          | 3.3 km  | 7 3706, 3710, 3715, 3716, 3717, 3718, 3719, 3720, 3721, 3722, 3723, 3724, 3726, 3727, 3728, 3729, 3730, 3731, 3733, 3734, 3735, 3736, 3737 |
| 5  | Miskolc, Auchan áruház                         | 3.8 km  | 7, Auchan 1 3706, 3710, 3715, 3716, 3717, 3718, 3719, 3720, 3721, 3722, 3723, 3724, 3726, 3727, 3728, 3729, 3730, 3731, 3733, 3734, 3735, 3736, 3737 |
| 6  | Felsőzsolca, ipari park bejárati út            | 7.5 km  | 3710, 3715, 3716, 3717, 3718, 3719, 3720, 3721, 3722, 3723, 3728 |
| 7  | 3-as számú út, 186-os kilométer                | 8.2 km  | 3710, 3715, 3716, 3717, 3718, 3719, 3720, 3721, 3722, 3723, 3728 |
| 8  | Szikszó, Turul                                 | 11.2 km | 3710, 3715, 3716, 3717, 3718, 3719, 3720, 3721, 3722, 3723, 3728 |
| 9  | Ongaújfalui elágazás                           | 12.9 km | 3710, 3715, 3716, 3717, 3718, 3719, 3720, 3721, 3722, 3723, 3728 |
| 10 | Szikszó, Hell Energy Kft.                      | 14.1 km | 3710, 3715, 3716, 3717, 3718, 3719, 3720, 3721, 3722, 3723, 3728 |
| 11 | Szikszó, Miskolci utca 83.                     | 15.5 km | 3710, 3715, 3716, 3717, 3718, 3719, 3720, 3721, 3722, 3723, 3728 |
| 12 | Szikszó, gimnázium                             | 16.2 km | 3710, 3715, 3716, 3717, 3718, 3719, 3720, 3721, 3722, 3723, 3728 |
| 13 | Szikszó, Rákóczi út Penny                      | 16.9 km | 3710, 3715, 3716, 3717, 3718, 3719, 3720, 3721, 3722, 3723, 3728 |
| 14 | Szikszó, Táncsics utca                         | 17.2 km | 3710, 3713, 3715, 3716, 3717, 3718, 3719, 3720, 3721, 3722, 3723, 3728 |
| 15 | Szikszó, malom                                 | 18.1 km | 3710, 3713, 3717, 3718 |
| 16 | Szikszó, SZATEV telep                          | 18.9 km | 3710, 3713, 3717, 3718 |
| 17 | Alsóvadász, Fő út 143.                         | 21.4 km | 3710, 3713, 3717, 3718 |
| 18 | Alsóvadász, községháza                         | 22.1 km | 3710, 3713, 3717, 3718 |
| 19 | Alsóvadász, Béke utca                          | 22.8 km | 3710, 3713, 3717, 3718 |
| 20 | Homrogd, újtanya                               | 25.8 km | 3710, 3713, 3717, 3718 |
| 21 | Homrogd, Kossuth utca 34.                      | 26.6 km | 3710, 3713, 3717, 3718 |
| 22 | Homrogd, faluház                               | 27.5 km | 3710, 3713, 3717, 3718 |
| 23 | Homrogd, körzeti iskola                        | 28.1 km | 3710, 3713, 3717, 3718 |
| 24 | Homrogd, autóbusz-forduló                      | 28.5 km | 3710, 3713, 3717, 3718 |
| 25 | Tomori elágazás                                | 29.4 km | 3713, 3717, 3718 |
| 26 | Monaj, autóbusz-váróterem                      | 30.9 km | 3713, 3717, 3718 |
| 27 | Selyeb, Kossuth utca 13.                       | 34.1 km | 3717, 3718 |
| 28 | Selyeb, Görögkatolikus templom                 | 34.4 km | 3717, 3718 |
| 29 | Selyeb, művelődési ház                         | 35.0 km | 3717, 3718 |
| 30 | Selyeb, Kossuth utca 129.                      | 35.6 km | 3717, 3718 |
| 31 | Nyéstai elágazás                               | 37.3 km | 3717, 3718 |
| 32 | Abaújszolnok, Dózsa György utca                | 39.1 km | 3717, 3718 |
| 33 | Abaújszolnok, autóbusz-váróterem               | 39.6 km | 3717, 3718 |
| 34 | Abaújszolnoki elágazás                         | 42.6 km | 3718, 3812 |
| 35 | Abaújlaki elágazás                             | 44.0 km | 3717, 3718, 3812 |
| 36 | Szanticska, bejárati út                        | 45.0 km | 3717, 3812 |
| 37 | Abaújlak, autóbusz-váróterem                   | 46.4 km | 3717, 3812 |
| 38 | Gadna, községháza                              | 48.1 km | 3717, 3812 |
| 39 | Felsővadász, Petőfi utca 1.                    | 52.0 km | 3717, 3812 |
| 40 | Felsővadász, mezőgazdasági telep               | 53.0 km | 3717 |
| 41 | Kupa, községháza                               | 56.5 km | 3717 |
| 42 | Lencséstanya                                   | 58.3 km | 3717 |
| 43 | Tomori elágazás                                | 60.5 km | 3713, 3717, 3718 |
| 44 | Homrogd, autóbusz-forduló vonalközi végállomás | 61.3 km | 3710, 3713, 3717, 3718 |
| 45 | Homrogd, körzeti iskola                        | 61.7 km | 3710, 3713, 3717, 3718 |
| 46 | Homrogd, faluház                               | 62.3 km | 3710, 3713, 3717, 3718 |
| 47 | Homrogd, Kossuth utca 34.                      | 63.2 km | 3710, 3713, 3717, 3718 |
| 48 | Homrogd, újtanya                               | 64.0 km | 3710, 3713, 3717, 3718 |
| 49 | Alsóvadász, Béke utca                          | 67.0 km | 3710, 3713, 3717, 3718 |
| 50 | Alsóvadász, községháza                         | 67.7 km | 3710, 3713, 3717, 3718 |
| 51 | Alsóvadász, Fő út 143.                         | 68.4 km | 3710, 3713, 3717, 3718 |
| 52 | Szikszó, SZATEV telep                          | 70.9 km | 3710, 3713, 3717, 3718 |
| 53 | Szikszó, malom                                 | 71.7 km | 3710, 3713, 3717, 3718 |
| 54 | Szikszó, Táncsics utca vonalközi végállomás    | 72.6 km | 3710, 3713, 3715, 3716, 3717, 3718, 3719, 3720, 3721, 3722, 3723, 3728 |
| 55 | Szikszó, Rákóczi út Penny                      | 72.9 km | 3710, 3715, 3716, 3717, 3718, 3719, 3720, 3721, 3722, 3723, 3728 |
| 56 | Szikszó, gimnázium                             | 73.6 km | 3710, 3715, 3716, 3717, 3718, 3719, 3720, 3721, 3722, 3723, 3728 |
| 57 | Szikszó, Miskolci utca 83.                     | 74.3 km | 3710, 3715, 3716, 3717, 3718, 3719, 3720, 3721, 3722, 3723, 3728 |
| 58 | Szikszó, Hell Energy Kft.                      | 75.7 km | 3710, 3715, 3716, 3717, 3718, 3719, 3720, 3721, 3722, 3723, 3728 |
| 59 | Ongaújfalui elágazás                           | 76.9 km | 3710, 3715, 3716, 3717, 3718, 3719, 3720, 3721, 3722, 3723, 3728 |
| 60 | Szikszó, Turul                                 | 78.6 km | 3710, 3715, 3716, 3717, 3718, 3719, 3720, 3721, 3722, 3723, 3728 |
| 61 | 3-as számú út, 186-os kilométer                | 81.6 km | 3710, 3715, 3716, 3717, 3718, 3719, 3720, 3721, 3722, 3723, 3728 |
| 62 | Felsőzsolca, ipari park bejárati út            | 82.3 km | 3710, 3715, 3716, 3717, 3718, 3719, 3720, 3721, 3722, 3723, 3728 |
| 63 | Miskolc, Auchan áruház                         | 86.0 km | 7, Auchan 1 3706, 3710, 3715, 3716, 3717, 3718, 3719, 3720, 3721, 3722, 3723, 3724, 3726, 3727, 3728, 3729, 3730, 3731, 3733, 3734, 3735, 3736, 3737 |
| 64 | Miskolc, Metro áruház                          | 86.5 km | 7 3706, 3710, 3715, 3716, 3717, 3718, 3719, 3720, 3721, 3722, 3723, 3724, 3726, 3727, 3728, 3729, 3730, 3731, 3733, 3734, 3735, 3736, 3737 |
| 65 | Miskolc, Fonoda utca                           | 87.5 km | 7 3706, 3710, 3715, 3716, 3717, 3718, 3719, 3720, 3721, 3722, 3723, 3724, 3726, 3727, 3728, 3729, 3730, 3731, 3733, 3734, 3735, 3736, 3737 |
| 66 | Miskolc, Szondi György utca                    | 87.8 km | 1, 1G, 3A, 7, 8, 12G, 14G, 20, 21, 21G, 30, 31, 32, 34G, 35, 35G, 101B, 900, 901, 935, Auchan 1 3706, 3710, 3715, 3716, 3717, 3718, 3719, 3720, 3721, 3722, 3723, 3724, 3726, 3727, 3728, 3729, 3730, 3731, 3733, 3734, 3735, 3736, 3737 |
| 67 | Miskolc, Baross Gábor utca                     | 88.4 km | 7, 8 3706, 3710, 3715, 3716, 3717, 3718, 3719, 3720, 3721, 3722, 3723, 3724, 3726, 3727, 3728, 3729, 3730, 3731, 3733, 3734, 3735, 3736, 3737 |
| 68 | Miskolc, autóbusz-állomás végállomás           | 89.8 km | 1, 1G, 3, 3A, 4, 7, 11, 12G, 20, 20A, 24, 28, 32, 34G, 35, 43, 44, 45, 101B, 900, 914, 935 1050, 1053, 1369, 1370, 1372, 1373, 1374, 1375, 1376, 1377, 1380, 1381, 1383, 1384, 1410, 1411 3700, 3701, 3702, 3703, 3704, 3705, 3706, 3707, 3708, 3709, 3710, 3711, 3714, 3715, 3716, 3717, 3718, 3719, 3720, 3721, 3722, 3723, 3724, 3726, 3727, 3728, 3729, 3730, 3731, 3733, 3734, 3735, 3736, 3737, 3738, 3739, 3740, 3741, 3742, 3743, 3744, 3745, 3746, 3747, 3748, 3749, 3750, 3751, 3752, 3753, 3754, 3755, 3757, 3760, 3761, 3764, 3765, 3766, 3767, 3770, 3772, 3773, 3774, 3775, 3776, 3777, 4019 |